# Graptacme marchadi
Graptacme marchadi är en blötdjursart som först beskrevs av Nicklès 1979.  Graptacme marchadi ingår i släktet Graptacme och familjen Dentaliidae. Inga underarter finns listade i Catalogue of Life.

## Bildgalleri

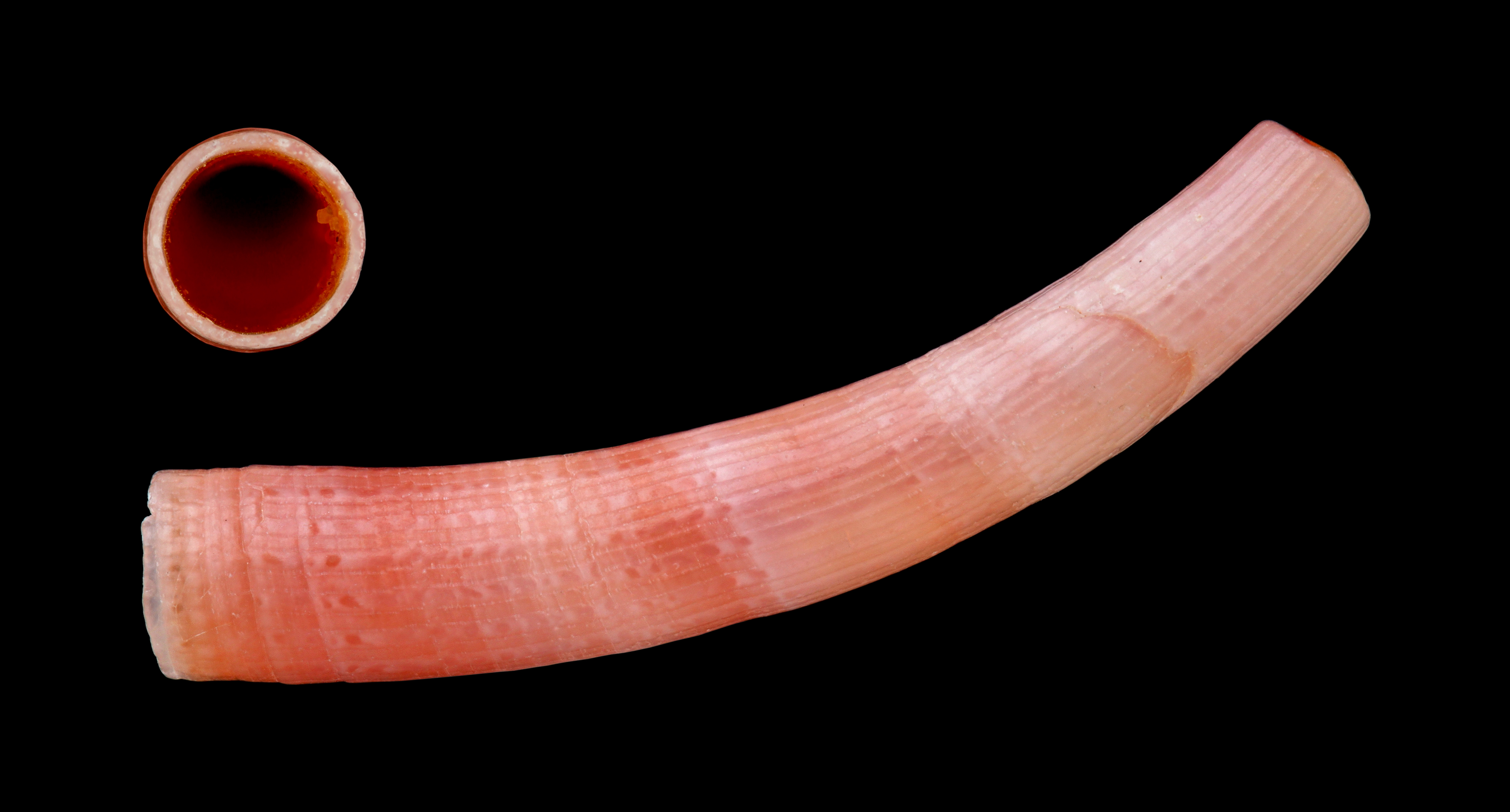